# (29155) 1988 XE
1988 أكس إي (ويعرف أيضًا باسم (29155) 1988 أكس إي وفق تسمية الكوكب الصغير) (بالإنجليزية: 1988 XE)‏ هو كويكب ضمن حزام الكويكبات؛ وترتيبه 29155 من حيث الاكتشاف.
اكتُشف هذا الجُرم الفلكي بواسطة هيروشي كانيدا في 2 ديسمبر 1988.

## وصلات خارجية
- (29155) 1988 XE في قاعدة بيانات مختبر الدفع النفاث لأجرام النظام الشمسي الصغيرة

- الاكتشاف · مخطط المدار ·  العناصر المدارية · المعلمات المادية

- (29155) 1988 XE على موقع ويكي سكاي: DSS2, SDSS, GALEX, IRAS, Hydrogen α, X-Ray, Astrophoto, Sky Map, Articles and images